# Primula boothii
Primula boothii är en viveväxtart. Primula boothii ingår i släktet vivor, och familjen viveväxter.

## Underarter
Arten delas in i följande underarter:
- P. b. autumnalis
- P. b. boothii
- P. b. repens